# Графичка дорада
Графичка дорада или посебне завршне технике представља завршну фазу графичког производа у којој производ добија свој коначан изглед и облик прикладан за употребу. Наглашавање одређених елемената дизајна графичким дорадама све су побољшања која се могу израдити на одштампаном производу. Ови детаљи су ефикасни само када помажу у појачавању укупног концепта али неће побољшати дело које има слаб концепт и израду, онда ће само повећати цену његове израде.
Да би се лакше схватила потреба и значај фазе дораде, а основни производа графичке индустрије су:
- књиге и брошуре (научна, уметничка и литерална дела, енциклопедије, лексикони, стручне књиге и друго);
- новине (дневне, вечерње, недељне, новине радних организација и друго);
- часописи (научни, стручни, модни, публицистички и др.);
- каталози и производи економске пропаганде (путни, сајамски и изложбени каталози, плакати, постери и друго);
- пословни папир и слични штампани производи (формулари и обрасци, меморандуми, вредносни папири, новчанице и друго);
- производи амбалаже и декоративног папира (производња кутија и друге амбалаже од папира, картона, лепенке и ламината, производња етикета и друго);
- календари и штампане слике (зидни, стони и џепни календари, роковници, графички листови и друго);
- картографски производи (географске, тематске карте, глобуси и друго),
- остали штампани производи.[2]

## Књиговезачка графичка
Књуговезачка графика дорада се бави производњом као и и самом дорадом кљига, часописа, календара и сл. Постоје следећи технолошки поступци:
- Резање и обрезивање
- Савијање и пресовање
- Сабирјање
- Шивење и лепљење
- Израда корица књиге
- Спајање књижног блока и корица

### Обрезивање
Обрезивање је поступак у којем се материјал графичког производа (а најчешће је то папир) реже на строго дефинисане величине и на одређен начин.

### Савијање
Савијање је поступак којим се табак или лист папира обликује тако да се добије жељена димензија производа. При савијању је табак папира формиран тако да је сложен по реду на задатој димензији. Тако савијени књижни табак зове се књижни блок.

### Пресовање
Пресовање је део дорадног процеса при којем се књижни блокови у посебним пресама под деловањем силе равнају, те се сва места савијања равнају без тенденције повратка у првобитан положај.

### Сабијање
Сабијање је поступак где се сви књижни блокови слажу један на други како би се добила цела књига, од почетка до краја.

### Лепљење
Лепљење је један од начина спајања књижног блока. За израду књига и брошура се коиристи више врста повеза, а најчешће коришћени су:
- жицом кроз превој (кламовање)
- бешавни меки повез, лајмован
- тврди повез

### Шивење
Шивење је још један од начина спајања књижног блока и корица. У процесу израде књиге шије се памучним концем или жицом.

### Отискивање
Отискивањеblindruck је процес којим се штампарска форма отискује у подлогу. Оно може бити једнострано и обострано.
Отискивање с фолије је једна од техника високе штампе у којој се жиговима уз деловање топлоте, на подлогу отискује танки слој фолије.

### Златотисак
Златотисак је искључиво ручна техника, код које се посебним алатом отискује листић 24-каратног злата на посебно третирану површину. Најчешће, ако не и искључиво, се та техника примењује уз пергамент, за књиге посебних вредности.

## Приозводња амбалаже
Реч амбалажа долази од француске речи ембаллер emballage што знаћи замотавати, паковати. Задатак амбалаже је да запаковани производ очува од оштећења, губитка количине и квалитета, атмосферских утицаја и микроорганизама, али и да не нарушава животну средину. Уз њен леп изглед, што подстиче купца на куповину производа, амбалажа има и задатак да што једноставније складишти производе .
Једна занимљивост је то да се више од половице / половине амбалажних производа прави од папира и картона.
За сколпиву картонску кутију треба направити неколико технолошких корака као што то су:
- израда алата за штанцање
- штанцање
- лепљење
- паковање готових кутија за транспорт

Израда алата за штанцање се одвија у радионицама са посебним машинама за израду алата за штанцање. Он се израђује према монтажном шаблону.

### Штанцање
Штанцање је врста машинске обраде метала без одвајања честица, поступцима сечења или трајне деформације. Штанце су алати који на преси раздвајају, преобликују или спајају одеђени материјал и разликују се према намени :
- исецање
- пробијање
- савијање
- вучење
- закивање

### Парцијални лак
Парцијални лак - УВ лак се на циљни материал наноси техником сито штампе,након чега лак мора проћи процесс сушења под изузетно снажним УВ лампама које утичу да се лак потпуностврдне И фиксира за свега 1-2 секунде дајући импресиван ефекат сјаја И рељефности. 